# Вледдервен (Гронінген)
Вледдервен (нід. Vledderveen) — селище в нідерландській провінції Гронінген. Входить до муніципалітету Стадсканал.
Його площа становить 2,84км², а населення станом на 2021 рік складало 295 осіб.